# Sínnada
Sínnada (en llatí Synnada, en grec antic Σύνναδα) era una ciutat de la Frígia Salutaris situada a l'extrem d'una plana d'uns 60 estadis de longitud plantada d'oliveres.
La menciona per primer cop Titus Livi durant la marxa del cònsol Gneu Manli Vulsó contra els gàlates. Ciceró diu que va passar per Sínnada en el seu viatge d'Efes a Cilícia. En temps d'Estrabó era encara una petita ciutat però al segle següent, Plini el Vell diu que ja era una ciutat importat i cap d'un convent jurídic de tot el país.
El marbre de la zona era molt apreciat pels romans i era anomenat marbre sinnàdic, tot i que les pedreres eren a la veïna Docímia i el seu nom més freqüent era docimites lapis. Aquest marbre era de color clar amb aigües porpres.
Les seves ruïnes es troben al districte de Şuhut, província d'Afyonkarahisar, i a uns 5 km hi ha unes pedreres de marbre.